# 尼基茨卡亞大街

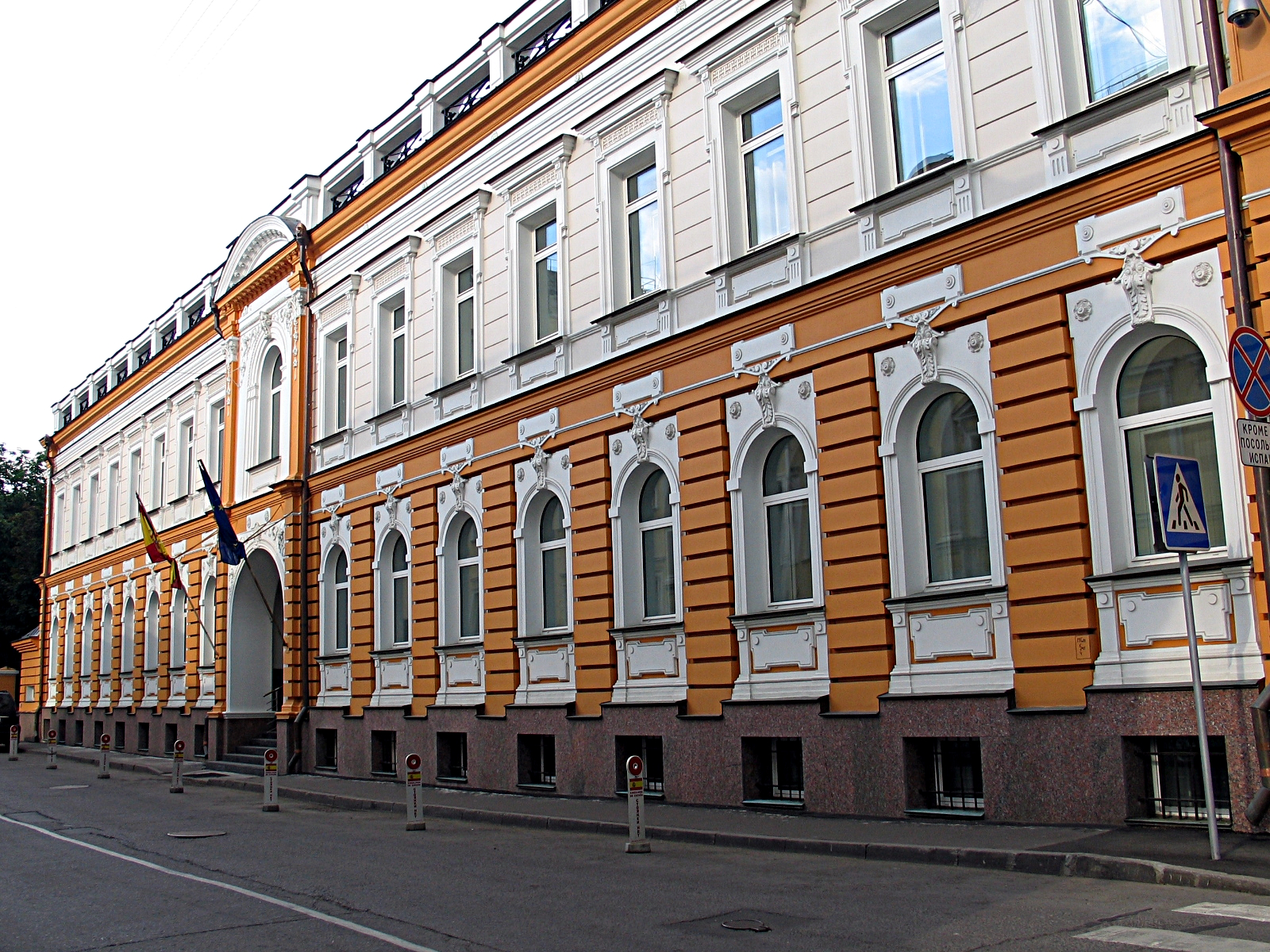
西班牙駐俄大使館，50號

尼基茨卡亞大街（俄语：Больша́я Ники́тская у́лица）是俄羅斯首都莫斯科的一條街道，位於特維爾大街和新阿爾巴特街之間。大街自克里姆林宮向西北方向放射。全長1.8公里。
中古時期是通往沃洛科拉姆斯克和諾夫哥羅德的道路。街名因為昔日的尼基塔女修道院（由羅曼諾夫王朝第一位沙皇的祖父建立，以其主保聖人聖尼基塔命名）而得來。1920年至1993年曾以沙俄時期思想家亞歷山大·赫爾岑命名，1994年恢復原名。